# Johann Joachim Schöpffer

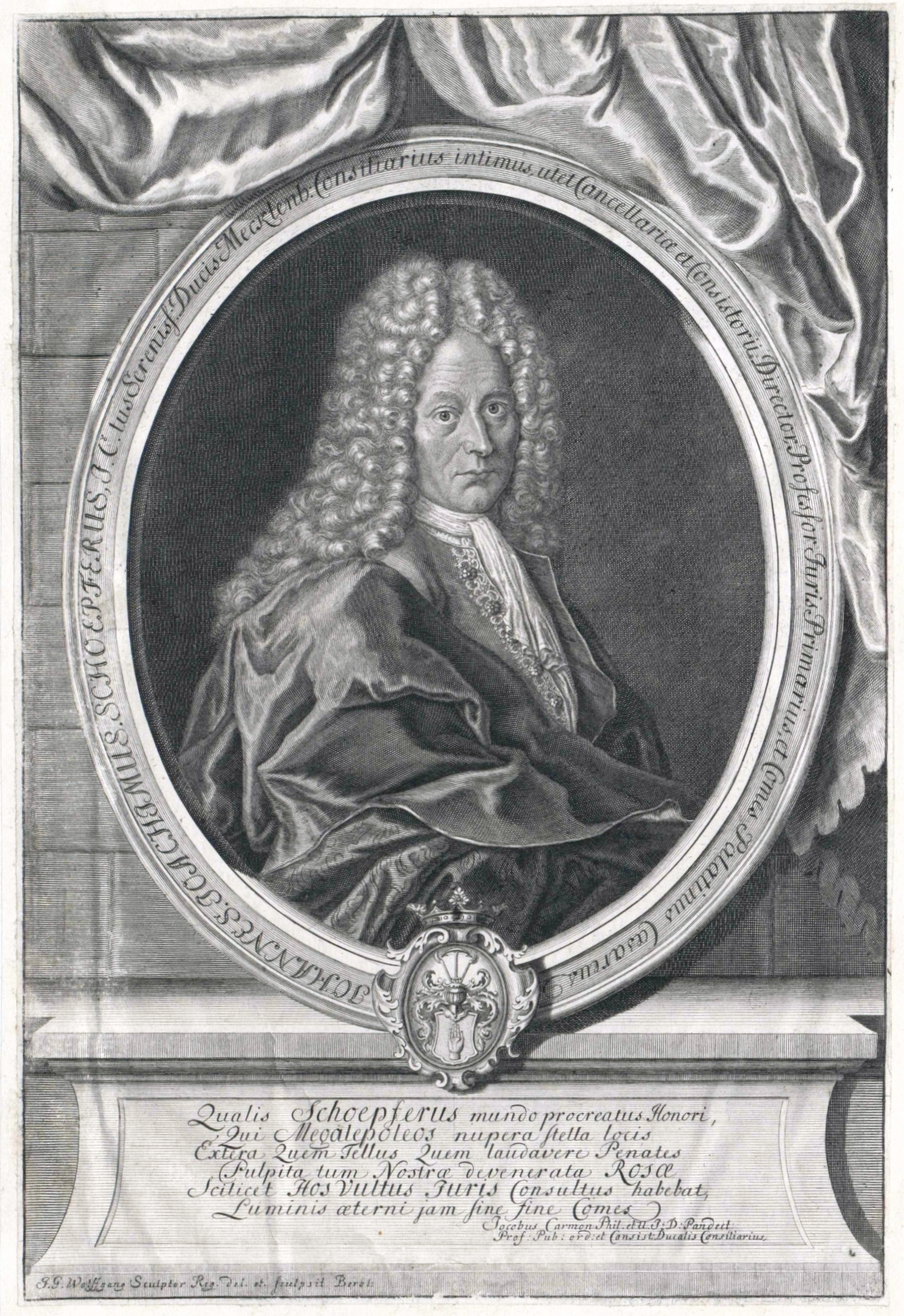
Johannes Joachimus Schoepferus, Stich von Johann Georg Wolfgang

Johann Joachim Schöpffer (* 23. November 1661 in Quedlinburg; † 12. September 1719 in Allstädt) war ein deutscher Jurist und Professor der Rechte.

## Leben
Johann Joachim Schöpfer war ein Sohn des Quedlinburger Advokaten Theodosius Schöpfer und der Tochter des schwedischen Regimentsquartiermeisters Hötensleben, die um 1660 im Haus Breite Straße 11–13 lebten. Er studierte ab 1679 in Leipzig, Jena und Frankfurt an der Oder, wo er ab Ende 1683 als Privatdozent arbeitete. Hier wurde Schöpffer promoviert und 1687 zum außerordentlichen Professor der Jurisprudenz ernannt. Im Oktober 1693 wurde er nach Rostock berufen. In den Sommersemestern 1694, 1701, 1707 und 1716 er zum Rektor der Universität gewählt.
1701 zum Konsistorialrat ernannt, wurde Schöpffer im Juni 1707 als Herzoglicher Geheimer Rat Vizedirektor der Mecklenburgischen Justizkanzlei. Von 1712 bis 1714 hielt er als ordentlicher Professor in Kiel Vorlesungen, kehrte dann aber wieder nach Rostock zurück.
1715 wurde Schöpffer zum Konsistorialdirektor ernannt und wurde Mitglied des Mecklenburgischen Geheimen Ratskollegiums. Ende 1715 weilte er am Hofe Peter des Großen, um die Vermählung seines Herzogs Karl Leopold mit Katharina Iwanowna, der Nichte des Zaren anzubahnen.
Als "rechte Hand" des mecklenburgischen Herzogs war er maßgeblich an dessen Repressalien gegen den Rostocker Rat beteiligt, geriet jedoch später in Ungnade und wurde seiner Ämter enthoben. Er flüchtete zu seinem Bruder Justus, der Pastor in Eisleben war. Während eines Ausflugs starb Schöpffer am Schlagfluss.
Johann Joachim Schöpffer war seit 1690 verheiratet mit Katharina Elisabeth († 1713), einer Tochter des Quedlinburger Kanzlers Hector Johann von Mithoff (1623–1681).

## Schriften

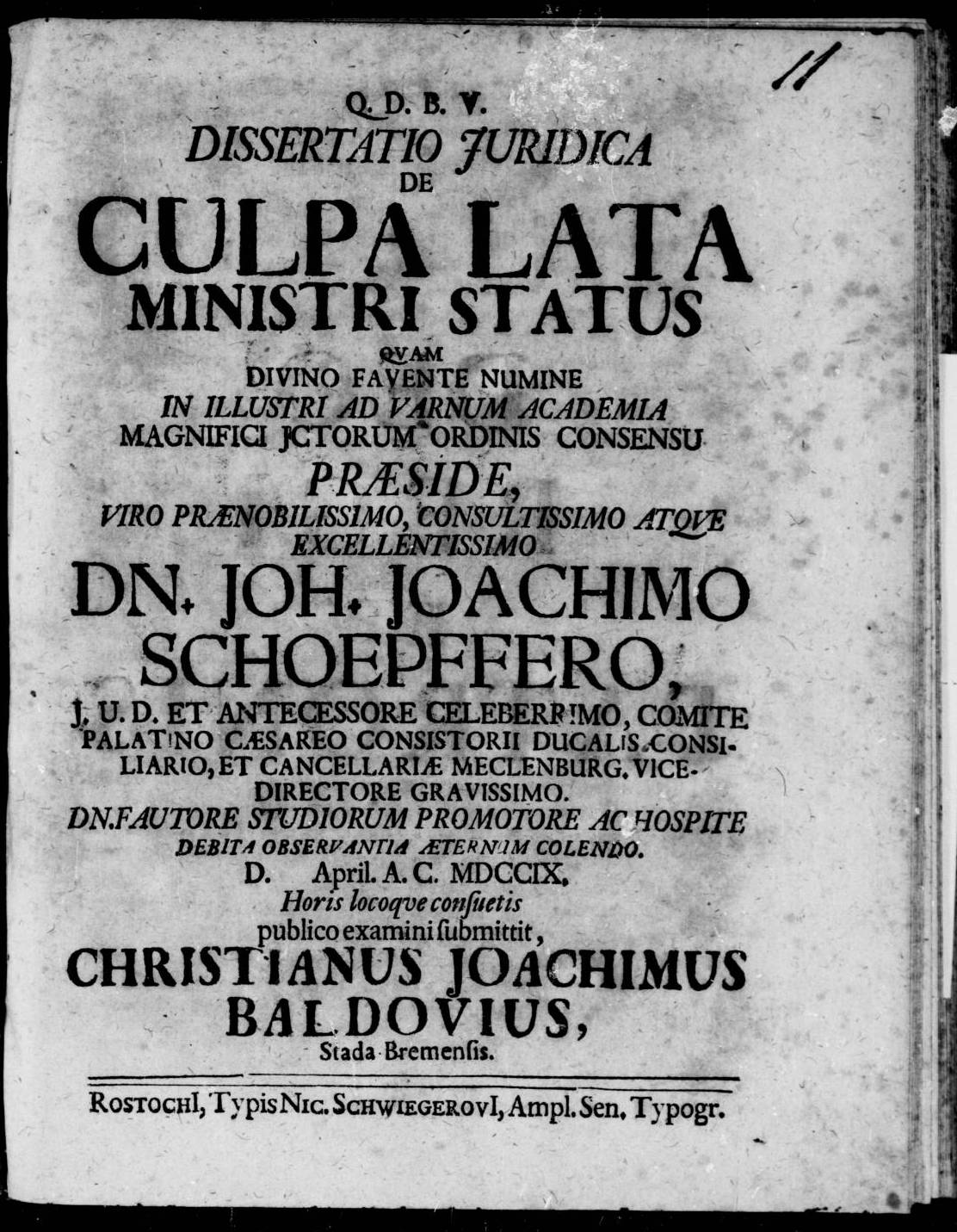
De culpa lata ministri status, 1709

- De literarum acceptatione. Von Annehmung der Briefe. Frankfurt an der Oder 1684.
- De culpa lata ministri status. Rostock 1709 (Latein, beic.it).